# المقنع الخراساني
هاشم بن حكيم الذي تَلقّب بالمقنع الخراساني كان رجلاً دميماً، أخفى وجهه وراء قناع من الذهب، ووضع قطعاً من الحرير الأخضر مكان العينين في القناع. ادعى الألوهية وقال بتناسخ الأرواح، واجتمع إليه عدد كثير من الناس كانوا يسجدون له، وجمع المقنع بين عقائد الرزامية التي كان ينتمي إليها أول أمره وعقائد الخرمية، إذ أباح لأتباعه الحرمات وأسقط عنهم الفرائض وسائر العبادات.

## ظهوره وبدايته
هو هاشم بن حكيم، وقيل عطاء، ولكن الاسم الأول هو الأرجح، وكان من أهالي مرو بخراسان. كان أبوه أحد القادة في خراسان أيام الخليفة المنصور، كان غاية في الذكاء، وكان - على أغلب الآراء - يمارس أنواع من السحر والشعوذة كان لها أكبر الأثر في اجتذاب عدد كبير من الناس إليه، ومن الأعمال التي تثبت براعته في أعمال السحر أنه أظهر للناس صورة قمر يطلع ويُرى من مسافة مسير شهرين، وفي هذا القمر يقول أبو العلاء المعري:
ويقول أبو القاسم هبة الله بن سناء الملك الشاعر:
عمل في قيادات خراسان أيام أبي مسلم الخراساني، ثم صار كاتباً لعبد الجبار الأزدي، أمير خراسان وأُسر معه حين قُبض عليه وأُرسل إلى بغداد ثم أطلق وعاد إلى مرو.
كان يستخدم انعكاس الشمس في المرايا ليضفي على نفسه النور حين ألحوا في رؤيته، ويقال أنه اتخذ قناعاً من ذهب يستر وجهه، وكان تعليله لذلك أن الناس لا يستطيعون تحمّل نور وجهه فاتخذ القناع لكي لا يحترقوا بنور وجهه، ولكن السبب الحقيقي لذلك، وفقاً للمؤرخين المسلمين، أنه كان يخفي به وجهه القبيح حيث كان أعور، أصلع، مشوّه الخلق، في غاية القبح؛ فأخفى وجهه عن الناس الذين لقبوه بالمقنع.

## مذهبه وادعاءاته
ادعى في بداية حركته بإن أبا مسلم الخراساني لم يمت، وزاد على ذلك أن الإمامة لم تنتقل من أبي العباس السفاح إلى أبي جعفر المنصور بل انتقلت إلى أبي مسلم الخراساني، وبذلك يكون أبو جعفر المنصور مغتصباً للخلافة من أبي مسلم، ولذلك فقد عجل بالتخلص منه، وأن أبا مسلم طلب من الحكيم بطريق الوحي أن ينتقم لمقتله.
وبعد أن زاد أتباعه غير آراءه وقال إن روح الإله كانت في آدم ولذلك سجدت له الملائكة، ثم تحولت إلى ابنه شيث، ثم إلى نوح، ثم إلى إبراهيم، ثم إلى عيسي، ثم إلى محمد -صلى الله عليه وسلم-، ثم إلى علي ابن أبي طالب، ثم إلى محمد بن الحنفية، ثم إلى ابي مسلم الخراساني، وأخيرا استقرت في المقنع.
كان يقول بالرجعة وأنه سيعود إلى الأرض لنشر العدل، ومن أجل زيادة عدد اتباعه أسقط كافة الفرائض عنهم من صلاة وصوم وألغى الحلال الحرام، وأعلن التعاليم المزدكية من إباحة المال والنساء وطبقها على أتباعه، واكتفي منهم بأن يسجدوا له لدي رؤيته في أي مكان فأطاعوه، وكانوا يسجدون له بعد أن اقنعم بذلك من خلال زعمه بتأويل الآية الكريمة (و إذ قلنا للملائكة اسجدوا لآدم فسجدوا إلا إبليس أبى)، ويفسر ذلك بقوله إن الشيطان استحق لعنة الله لأنه لم يسجد لله المتحول في صورة آدم التي انتقلت إليه بعد مقتل ابي مسلم، فوجب له السجود، وإلا تعرض الرافض لسخط واللعنة وسوء الطالع، فانضم إليه كثيرون من الصغد وبخاري وغيرهما مما وراء النهر، وكانوا ينادون في المعارك (يا هاشم أعنا).
وكان يعتقد أن أبا مسلم أفضل من النبي وكان ينكر قتل يحيى بن زيد وادعى أنه يقتل قاتليه.

## موقفه من الخلافة العباسية ونهايته
لما اشتدت شوكته خرج واتباعه على الخلافة العباسية، وتحالف مع الترك ضد العباسيين، وأباح لأتباعه دماء المسلمين وأموالهم وأعراضهم. انتشرت ثورته في خراسان وعبرت نهر جيحون إلى ما وراء النهر واتخذ المقنع مركزه في قلعة بجبال سنام قرب مدينة (كش) قريبا من بخارى وكانت قلعة منيعة عَزّ تسلقها، وأخذ يقطع الطريق ويسلب القوافل وينهب القرى ويسبي المسلمين وأبناءهم، وسار إلي سجستان فاستولى على بعض قصورها، وقتل حسان بن نصر بن سيار، فأنفذ إليه المهدي جيشاً كبيراً، فحاصر المقنع ومعه أنصاره وأعوانه وقد بلغ عددهم حوالي ثلاثين ألفاً، وحين يئس المقنع من فك الحصار عن الحصن، جمع نساءه فسقاهن شراباً مسموماً فمتن، وقتل غلمانه، وأوقد تنوراً أذاب فيه النحاس والقطران وألقى بنفسه فيه بعد أن تناول السم، فاحترق واختفى وادعى أصحابه أنه لم يمت بل رفع إلى السماء.